# Centro Argentino de Ingenieros
El Centro Argentino de Ingenieros (CAI) es una asociación profesional sin fines de lucro que nuclea a los profesionales de la ingeniería en todo el territorio argentino y cuya sede central se encuentra en la Ciudad Autónoma de Buenos Aires. El CAI se reconoce como heredero y continuador del histórico «Centro Nacional de Ingenieros», fundado en 1895 por los primeros ingenieros diplomados en el país. Actualmente reúne a estudiantes, profesionales, empresas, entidades y organizaciones interesadas en resaltar la importancia estratégica de la ingeniería en la sociedad.
En enero de 2021 se realizaron elecciones internas donde resultó electo el Ing. Pablo Bereciartua como Presidente para el periodo 2021-2024. También asumieron sus cargos Ing. Carlos Bacher como Vicepresidente 1° y Horacio Cristiani como Vicepresidente 2°. 

## Historia
Las últimas décadas del siglo XIX traen consigo un cambio de paradigma económico potenciado por el advenimiento de la industrialización, impulsando la demanda de profesionales calificados en áreas técnicas y científicas. Hace 130 años, 18 ingenieros y 50 adherentes fundaron el «Centro Nacional de Ingenieros» en un local provisorio situado en Avenida Belgrano 2527, hoy sede de la Asociación de Trabajadores del Estado. Cuatro décadas después, cuando por decreto se estableció que sólo las instituciones gubernamentales podían utilizar la palabra "Nacional" en sus nombres
En 1946 el CAI es intervenido
Perón estableció, a través del decreto 8811 de 1952, una "Comisión Interventora" formada por tres socios de la institución. Cabe destacar que durante todo el período de intervención no aparecieron noticias sobre la creación de la Universidad Obrera Nacional (hoy Universidad Tecnológica Nacional) en las publicaciones del CAI.
Al producirse la Revolución Libertadora en 1955 el CAI dedicará amplio espacio en sus publicaciones y hará referencia en sus editoriales a mantener viva la memoria sobre "los horrores de la tiranía".

"[El gobierno peronista implicó] la más cruel de las persecuciones expresadas entre otros aspectos por la intervención decretada al Centro Argentino de Ingenieros, que se vio privado de sus locales y de su biblioteca, pero que no cedió ni se entregó durante diez años ni a la violencia ni a los posibles halagos de la ignominiosa dictadura que asoló al país."
Quinto Congreso Argentino de Ingeniería de 1966

La madrugada del 10 de julio de 1976 las instalaciones del primer piso del CAI fueron destruidas por un incendio intencional sin que se registraran víctimas fatales. El fuego duró más de 4 horas y destruyó más de 16 mil volúmenes y colecciones de revistas especializadas. [cita requerida]Según Alberto Costantini, presidente del CAI por entonces, las pérdidas alcanzaron los miles de millones de pesos de la época.
Junto a organizaciones como la Sociedad Rural Argentina y la Cámara Argentina de Comercio, el CAI manifestó en 1977 su apoyo al Proceso de Reorganización Nacional en los diarios La Opinión, El Cronista Comercial y La Nación.

## Presidentes del Centro Argentino de Ingenieros
A continuación se muestra el listado completo de los presidentes del CAI hasta el día de la fecha.
| - 1895 - 1897: Félix J. Romero - 1897 - 1899: Guillermo White - 1899 - 1901: Arturo Castaño - 1901 - 1903: Emilio Mitre - 1903 - 1907: Miguel Tedín - 1907 - 1909: Luis A. Huergo - 1909 - 1910: Carlos María Agote - 1910 - 1910: Carlos Maschwitz - 1910 - 1911: Luis A. Huergo - 1911 - 1913: Santiago E. Barabino - 1913 - 1914: Nicolás Besio Moreno - 1914 - 1915: Carlos Wauters - 1915 - 1917: Eduardo Huergo - 1917 - 1918: Antonio Paitovi - 1918 - 1919: Eduardo Huergo - 1919 - 1921: Luis Curuchet | - 1921 - 1922: Atanasio Iturbe - 1922 - 1924: Enrique Sabaria - 1924 - 1925: Antonio Paitovi - 1925 - 1926: Pablo Bordenave - 1926 - 1928: Pedro Aguirre - 1928 - 1929: José N. Cuartino - 1929 - 1930: Ricardo J. Gutiérrez - 1930 - 1932: Juan Molina Civit - 1932 - 1936: Manuel F. Castello - 1936 - 1940: Antonio Vaquer - 1940 - 1943: Luis V. Migone - 1943 - 1944: Jorge M. Dobranich - 1944 - 1945: Antonio Vaquer - 1945 - 1946: Ricardo M. Ortiz - 1946 - 1955: Intervenido por PEN - 1955 - 1956: Pedro Mendiondo | - 1956 - 1957: Francisco De La Puente - 1957 - 1959: Raúl A. Ondarts - 1959 - 1961: Dante Ardigo - 1961 - 1963: Orlando Peralta - 1963 - 1965: Alberto González - 1965 - 1967: Julio C. Lanfranconi - 1967 - 1973: Alberto R. Costantini - 1973 - 1975: Pablo R. Gorostiaga - 1975 - 1992: Alberto R. Costantini - 1992 - 1993: Simón Aisiks - 1993 - 1996: Oscar A. Bouzo - 1996 - 2005: Roberto Echarte - 2005 - 2012: Raúl Di Benedetto - 2012 - 2016: Carlos Bacher - 2016 - 2021: Horacio Cristiani - 2021 - 2025: Pablo Bereciartua |